# شبيهة السوتاريات
شبيهة السوتاريات (الاسم العلمي: Parasutterella) هي جنس من البكتيريا، سلبية الغرام، تتبع فصيلة السوتراويات.